# Rentarō Mikuni
Rentarō Mikuni (三國 連太郎 Mikuni Rentarō?) (también acreditado a veces 三国 连 太郎;, 20 de enero de 1923 - 14 de abril de 2013) fue un actor de cine japonés de la Prefectura de Gunma. Apareció en más de 150 películas desde que hizo su debut en la pantalla en 1951, y ganó tres premios de la Academia al Mejor Actor japonés, y otras siete nominaciones. También ganó dos Premio Blue Ribbon al mejor actor, en 1960 y en 1989. La película de 1987 Shinran: camino a la pureza (亲 鸾: 白い 道), que escribió y dirigió, fue galardonada con el Premio del Jurado en el Festival de Cine de Cannes. El actor Kōichi Satō es su hijo.

## Biografía
Mikuni nació de una mujer que quedó embarazada mientras trabajaba como sirvienta. Su madre se casó con un electricista que había aprendido su oficio mientras servía en el ejército. Mikuni consideraba al hombre como su padre.
Tomó su nombre artístico de su primer papel en la película de 1951, Zenma, dirigida por Keisuke Kinoshita, por la que ganó el premio Blue Ribbon para el mejor recién llegado.
Murió en 2013 de insuficiencia cardíaca aguda.

## Filmografía
- Zenma (1951)[5]
- Fuegos artificiales sobre el mar (1951)
- Marido y mujer (1953)
- Esposa (1953)
- Samurai I : Musashi Miyamoto (1954)
- Keisatsu nikki (1955)
- A Hole of My Own Making (1955)
- El arpa birmana (1956)
- Ruri no kishi (1956)
- Harakiri (1962)
- Kwaidan (1965)
- Kiga Kaikyo (1965)
- Coup d'État (1973)
- Himiko (1974)
- Akai Unmei (television) (1976)
- Kiri-no-hata (1977)
- Hakkodasan (1977)
- Never Give Up (1978)
- Vengeance is Mine (1979)
- Ah! Nomugi Toge (1979)
- A Promise (1986)
- Shinran: Path to Purity (1987 - directed)
- A Taxing Woman 2 (1988)
- Tsuribaka nisshi (1988)
- Wuthering Heights (1988)
- Rikyu (1989)
- Tsuribaka nisshi 3 (1990)
- Tsuribaka nisshi 2 (1989)
- Tsuribaka nisshi 4 (1991)
- Musuko (1991)
- Luminous Moss (1992)
- Tsuribaka nisshi 6 (1993)
- Daibyonin (1993)
- Tsuribaka nisshi 7 (1994)
- Mitabi no kaikyô (1995)
- Will to Live (1999)
- Taiga no itteki (2001)

## Premios y distinciones
Festival Internacional de Cine de Cannes
| Año  | Categoría         | Película              | Resultado |
| ---- | ----------------- | --------------------- | --------- |
| 1987 | Premio del Jurado | Shinran: Shiroi michi | Ganador   |